# 平田機工
平田機工株式会社（ひらたきこう）は、熊本県熊本市北区植木町に本社を置く生産ラインの製造を行うメーカーである。

## 概要
自社開発の各種モジュールによるもの造り力でソフト・ハードの両面から、開発・提案、設計、製作、試運転、生産立ち上げまで一貫して行えるのが強み。
自動車（エンジン、トランスミッション、自動車部品）と半導体関連等の生産設備が柱であり、家電等その他業種向けも。世界40カ国に広がる顧客に生産システムの設計・製造・販売を行っている。

## 事業内容
- 自動車関連分野：世界の主要自動車メーカー向けの、電気自動車のドライブユニットやバッテリーパッケージングの組立設備、エンジンやトランスミッションの組立設備など、各種自動車関連の生産設備。
- 半導体関連分野：有機EL関連の製造工程で用いられる真空搬送装置や、半導体製造工程で、半導体用のウェハを運んだり、受け渡しを行うための装置や産業用ロボットなどの生産設備。
- 物流機器および家電関連分野：大型テレビやパソコン、HDDなどの家電や電子・電気機械器具メーカー向けの各種生産設備や搬送設備。

## 沿革
- 1951年 - 産業用車輌の製造及び販売を目的として熊本県熊本市に平田車輌工業(株)を資本金100万円で設立。
- 1958年 - 農業用トレーラーの製造を開始。
- 1959年 - ベルトコンベヤ、スラットコンベヤの製造を開始。
- 1964年 - テレビ組立ラインを納入。
- 1970年 - 新開発チェーンによるフリーフロー方式コンベヤの製造を開始。
- 1974年 - 平田機工商事(株)、太平コンベヤー(株)と合併し、商号を平田機工(株)とする。
- 1977年 - 直交座標型ロボットNC制御XYテーブル「マシンベース」を開発。
- 1979年 - 自動車メーカーから最初のミッション組立ラインを受注。
- 1980年 - アメリカ合衆国インディアナ州に子会社 HIRATA Corporation of America を設立（現連結子会社）。水平多関節型4軸ロボット「アームベース AR-300」を開発。世界に先がけて販売を開始。
- 1981年 - 世界進出の本格化のため、本社を東京都品川区へ移転。ただし、技術・生産の本拠および本社機能の主要部分は熊本市に残す。
- 1986年 - 熊本県熊本市にタイヘイコンピュータ株式会社を設立
- 1988年 - ダイレクトドライブ方式ロボット「AR-DD2700」が日経産業新聞賞受賞。
- 1991年 - シンガポールに子会社 HIRATA FA Engineering (S) PTE.Ltd. を設立（現連結子会社）。
- 1992年 - 太平興産株式会社を子会社とする。
- 1993年 - ドイツに子会社 HIRATA Robotics GmbH を設立。
- 1994年 - クリーンルーム内搬送用ロボット「AR-K」シリーズを開発。
- 1999年 - 中国に子会社上海平田机械工程有限公司を設立（現連結子会社）。
- 2000年 - メキシコに子会社 HIRATA Engineering S.A.de C.V. を設立（現連結子会社）。
- 2001年 - FPD用レジスト塗布装置「ヘッドコーター」を開発。
- 2003年 - 熊本地区及び関東地区にてISO14001認証を取得。全事業部がISO9001認証を取得。
- 2004年 - 中国に子会社平田生産設備設計諮詢（上海）有限公司を設立（現連結子会社）。タイにHIRATA Engineering（THAILAND）を設立（現連結子会社）。
- 2006年 - JASDAQ証券取引所に上場（証券コード6258）。台湾に「台湾平田機工股份有限公司」を設立（現連結子会社）。
- 2007年 - 子会社ヒラタ工営株式会社（連結子会社）の商号を変更し、ヒラタフィールドエンジニアリング株式会社とする。第10世代ガラス基板搬送ロボットを開発。
- 2008年 - FPD関連生産設備の生産スペース拡大のために熊本県菊池市に七城工場を設置。太平興産株式会社の商号を変更し、タイヘイテクノス株式会社とする。太陽電池製造装置市場への参入を発表する。
- 2009年 - 上海平田机械工程有限公司の商号を平田机械設備销售（上海）有限公司に変更（現連結子会社）。
- 2011年 - タイヘイコンピュータ株式会社の商号を株式会社トリニティに変更（現連結子会社）。HIRATA Robotics GmbH の商号をHirata Engineering Europe GmbHに変更（現連結子会社）
- 2016年 - 熊本地震 (2016年)発生をきっかけに、本社を熊本市へ再移転。旧東京本社は営業所とする。
- 2017年 - 東京証券取引所第一部へ市場変更。
- 2020年 - 熊本に本社工場「Headquartrers Building」を竣工。

## グループ会社
- タイヘイテクノス
- トリニティ
- ヒラタフィールドエンジニアリング